# New Zealand Listener
Der New Zealand Listener ist ein wöchentlich erscheinendes Magazin des Zeitgeschehens in Neuseeland mit den Themen Politik, Kultur, Literatur und Entertainment.

## Geschichte
Der New Zealand Listener erschien erstmals am 30. Juni 1939 mit einer Auflage von 380.000 Exemplaren. Das Magazin, von der New Zealand Broadcasting Corporation (NZBC) herausgegeben, war ursprünglich an die lizenzierten Radiohörer des Landes adressiert und wurde an die betreffenden Haushalte kostenlos verteilt.
Der erste Chefredakteur des Magazins war Oliver Duff. Er bekam von James Shelley, seinerzeit Director des National Broadcasting Service, die Anweisung, dass alles was in dem Listener geschrieben und veröffentlicht wurde, Bezug zum Radioprogramm des Senders haben sollte. Doch Duff hielt sich nicht an die Anweisung, verschaffte sich journalistische Unabhängigkeit und bot einen wöchentlichen Rückblick auf kulturelle und wichtige Ereignisse in der Welt, unabhängig vom Radioprogramm. Kontroversen vermied er allerdings. Duff gab jüngeren Redakteuren die Möglichkeit im Listener zu schreiben und stellte sich taub in Bezug auf Proteste des Senders, da die von ihm publizierten Themen immer weniger mit dem Radioprogramm zu tun hatten. Der Zuspruch seiner Leser gaben ihm die Bestätigung, das Blatt richtig positioniert zu haben.
1990 wurde der Listener an die New Zealand Magazines verkauft, die am 9. August 1990 für die Zeitschrift die New Zealand Listener (1990) Limited gründete. Später wurde New Zealand Magazines von der APN News & Media aufgekauft.
Laut Aussage der seit 2004 im Amt befindlichen Chefredakteurin Pamela Stirling, war der New Zealand Listener über lange Zeit politisch der linken Alliance Party nahestehend.
Im Januar 2014 gab die Commerce Commission New Zealand (neuseeländisch Wettbewerbsbehörde) der deutschen Bauer Media Group ihr Einverständnis zur Übernahme verschiedener neuseeländischer Zeitschriften, darunter auch der New Zealand Listener.
Aufgrund der Verluste von Anzeigen durch die beginnende COVID-19-Pandemie im Jahr 2020 in Neuseeland und einer zurückgehenden Leserschaft entschied Anfang April 2020 die Bauer Media Group die Ausgaben aller neuseeländischen Zeitschriften und Magazine der Gruppe einzustellen und abzuwickeln. Davon betroffen war auch der New Zealand Listener. Ein Angebot der neuseeländischen Regierung das Unternehmen mit einer halben Million Dollar zu unterstützen, schlug das Bauer-Unternehmen aus. Am 17. Juni 2020 erwarb schließlich die in Sydney ansässige Investmentgesellschaft Mercury Capital die australischen und neuseeländischen Vermögenswerte der Bauer Media Group, darunter auch der Listener. Im September folgte dann die Umbenennung von Bauer Media in Are Media Der Listener konnte dann in Folge mit der Ausgabe vom 10. Oktober 2020 wieder erscheinen.